# Meibomia
Meibomia là một chi thực vật có hoa trong họ Đậu.